# 1643

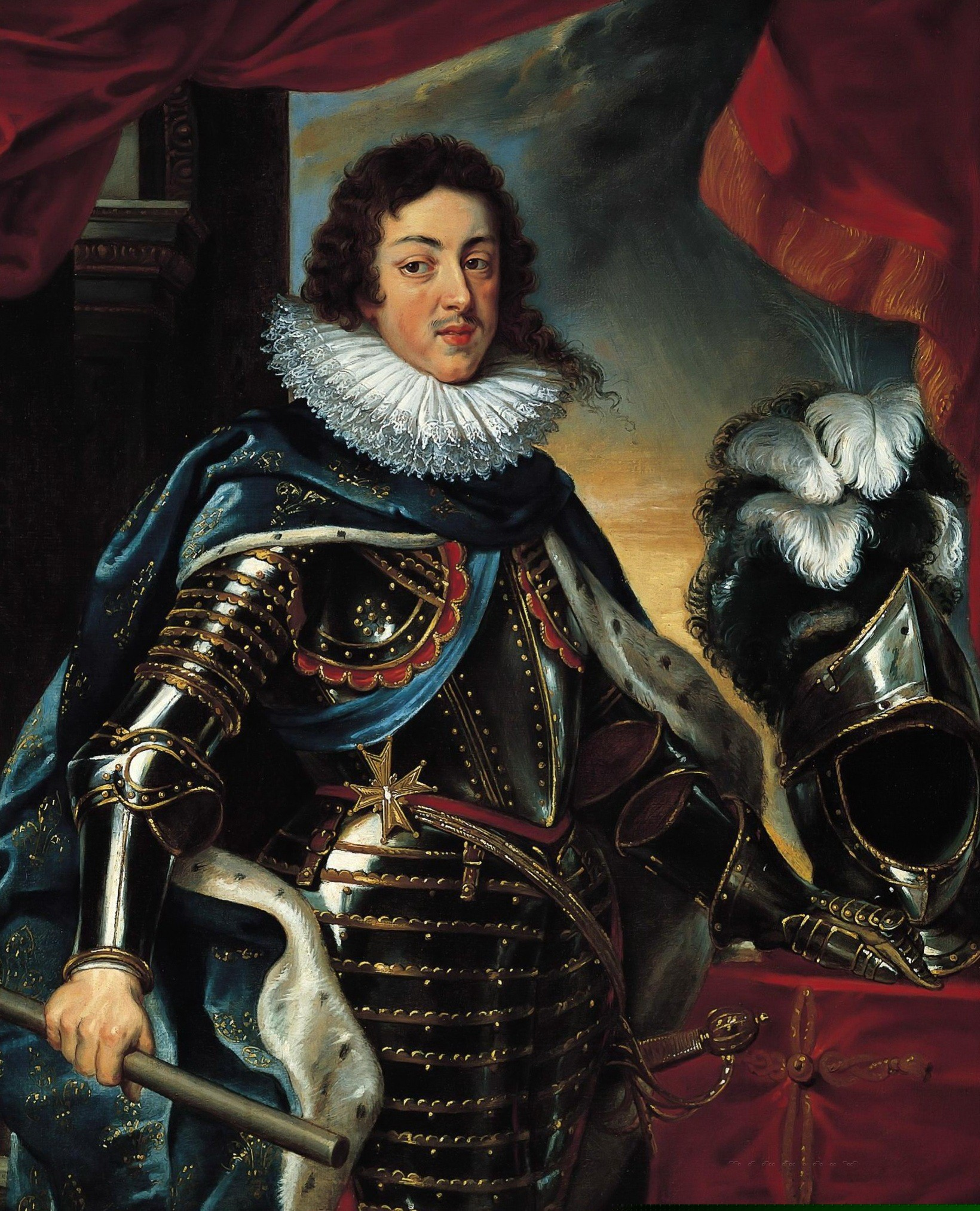
Lodewijk XIII van Frankrijk

Het jaar 1643 is het 43e jaar in de 17e eeuw volgens de christelijke jaartelling.

## Gebeurtenissen
januari
- 15 - Overstroming van de Maas - Het dorp Obbicht wordt na een dijkdoorbraak volledig weggespoeld nadat het waterpeil van de Maas tot recordhoogte is gestegen.
- 21 - Abel Tasman bezoekt als eerste Europeaan Tongatapu, het belangrijkste eiland van Tonga.

februari
- 6 - Abel Tasman bezoekt als eerste Europeaan de Fiji-eilanden.
- 25 - Willem Kieft, gouverneur van Nieuw-Nederland, geeft opdracht voor een strafexpeditie onder de indianen in de kolonie. Dat is het begin van de Oorlog van Kieft.

april
- 4 tot 18 november - Maarten Gerritsz. de Vries brengt op zoek naar de "goud- en zilvereilanden" de kusten van Hokkaido, de Koerilen, Sachalin en andere eilanden in kaart.

mei
- 14 - Lodewijk XIII van Frankrijk sterft. Anna van Oostenrijk, zijn gemalin, wordt regentes voor haar vierjarig zoontje Lodewijk XIV. Net als haar echtgenoot laat ze zich leiden door de eerste minister, kardinaal Mazarin.
- 19 - Slag bij Rocroi in het kader van de Spaans-Franse Oorlog. De troepen van de landvoogd Francisco de Melo worden in de Franse Ardennen verrassend verslagen door de prins van Condé.

augustus
- augustus - In Nieuw Nederland worden Anne Hutchinson en haar gezelschap aangevallen door indianen en vrijwel allemaal vermoord; de enige overlevende van het bloedbad is haar negenjarige dochter Susanna.

november
- 24 en 25 - In de Dertigjarige Oorlog vindt de Slag van Tuttlingen plaats. Een keizerlijk - Beiers - Spaans leger onder Franz von Mercy verslaat de Fransen.

zonder datum
- De barometer wordt uitgevonden door Evangelista Torricelli. Deze natuurkundige formuleert ook de naar hem genoemde Wet van Torricelli.
- De Turkse vorst en historicus Aboe'l Ghazi Bahadoer wordt khan van China.
- De eerste twee delen van de Acta Sanctorum door de jezuïeten Bolland en Henscher verschijnen te Antwerpen.

## Beeldende kunst

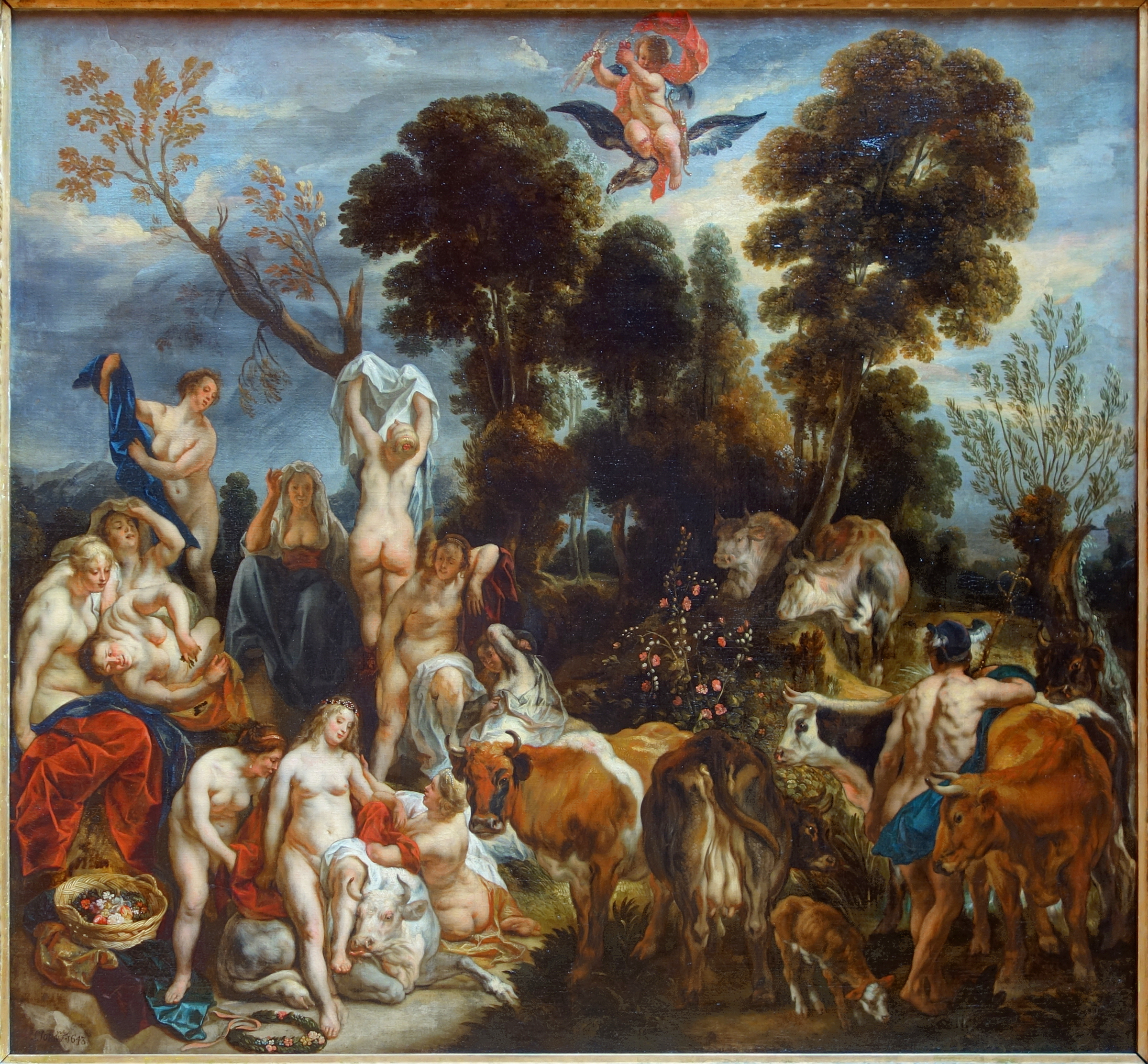
De ontvoering van Europa (1643) Jacob Jordaens
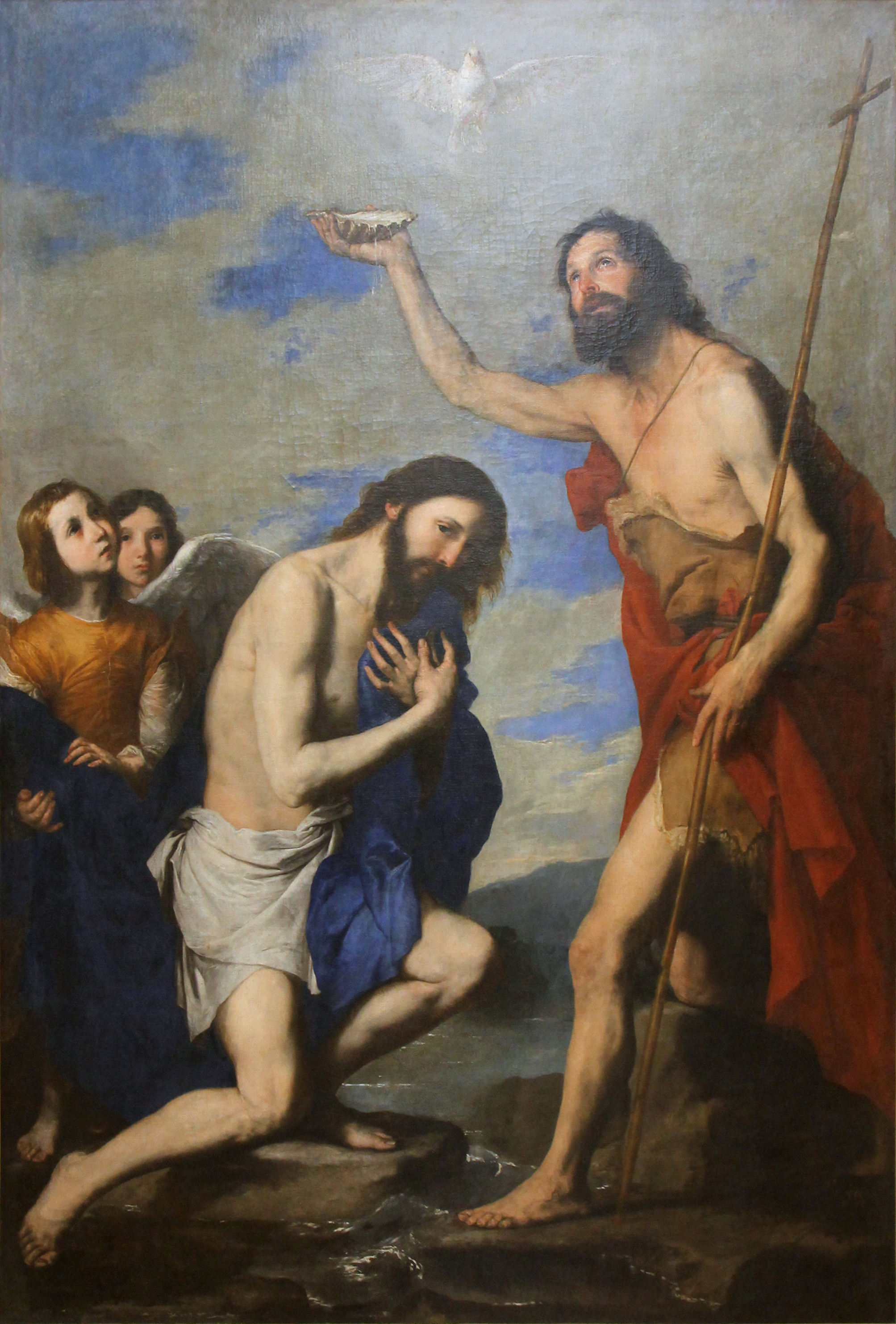
De doop van Christus (1643) José de Ribera
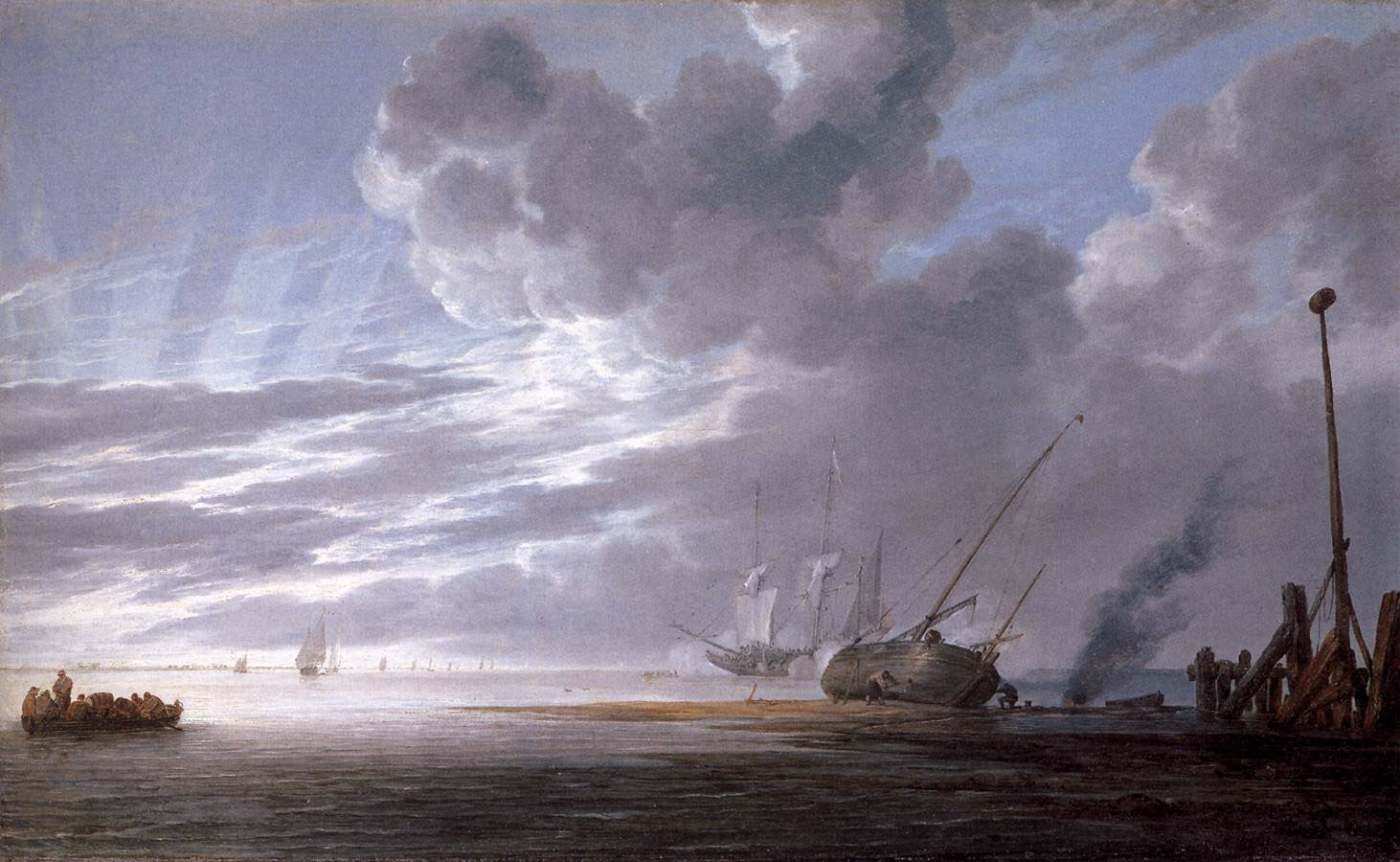
Seascape in the Morning (ca. 1643) Simon de Vlieger

## Bouwkunst

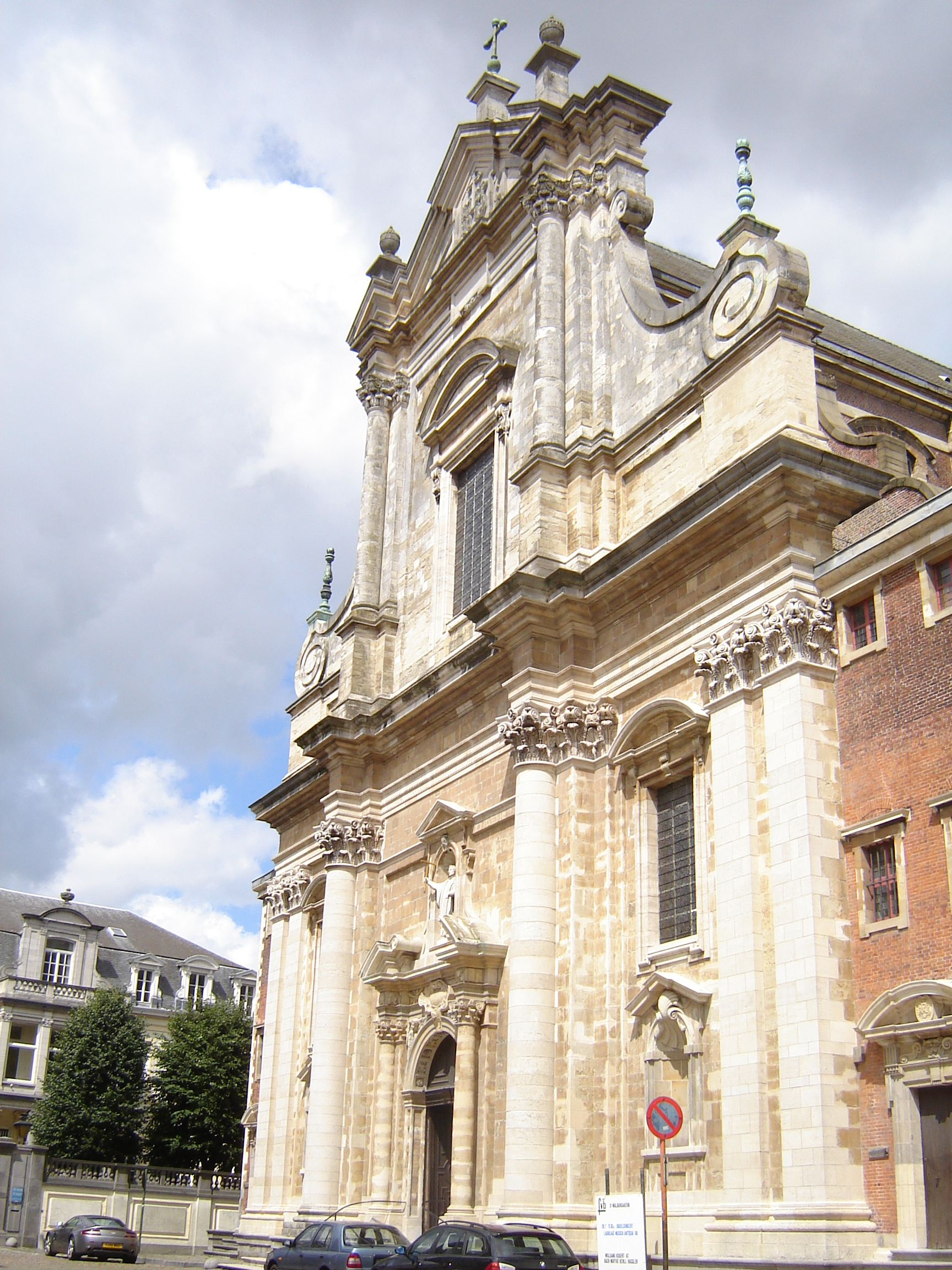
Sint-Walburgakerk (Brugge) (1643) Pieter Huyssens
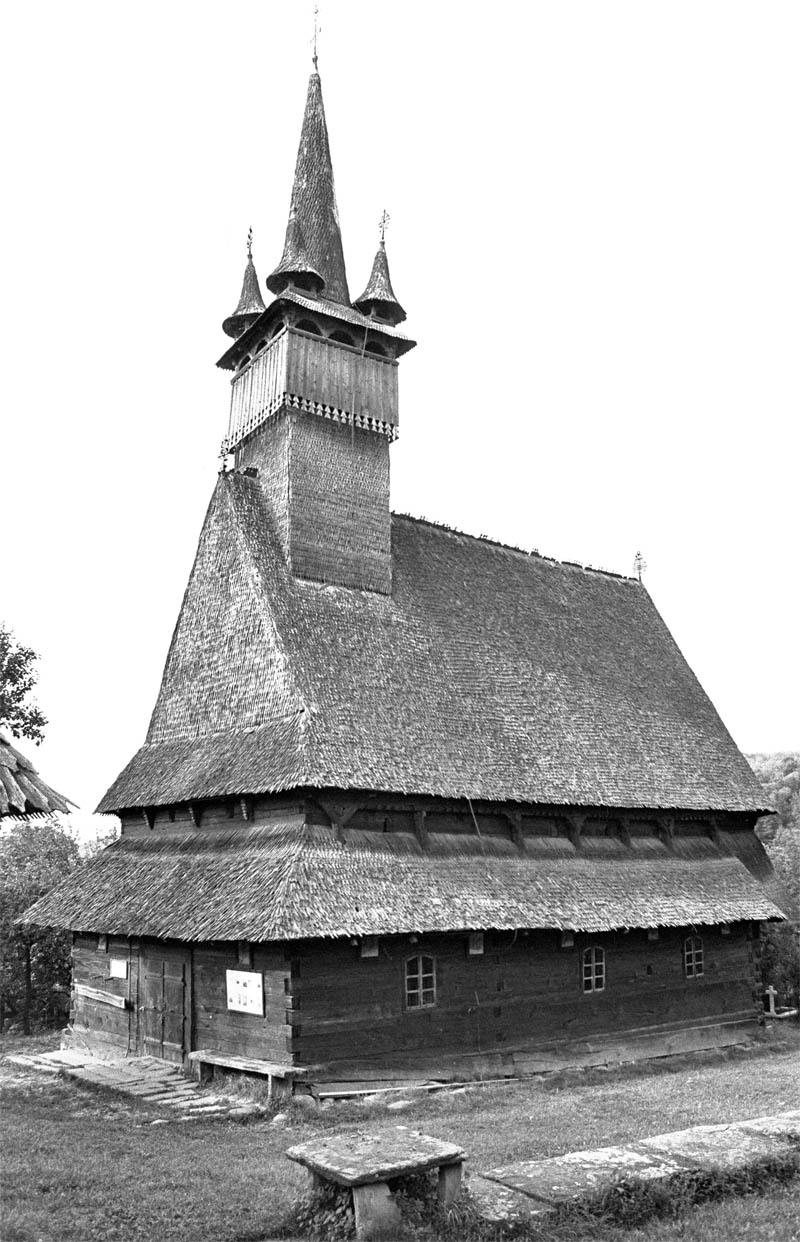
Budesti Josani kerk Roemenië (1643)
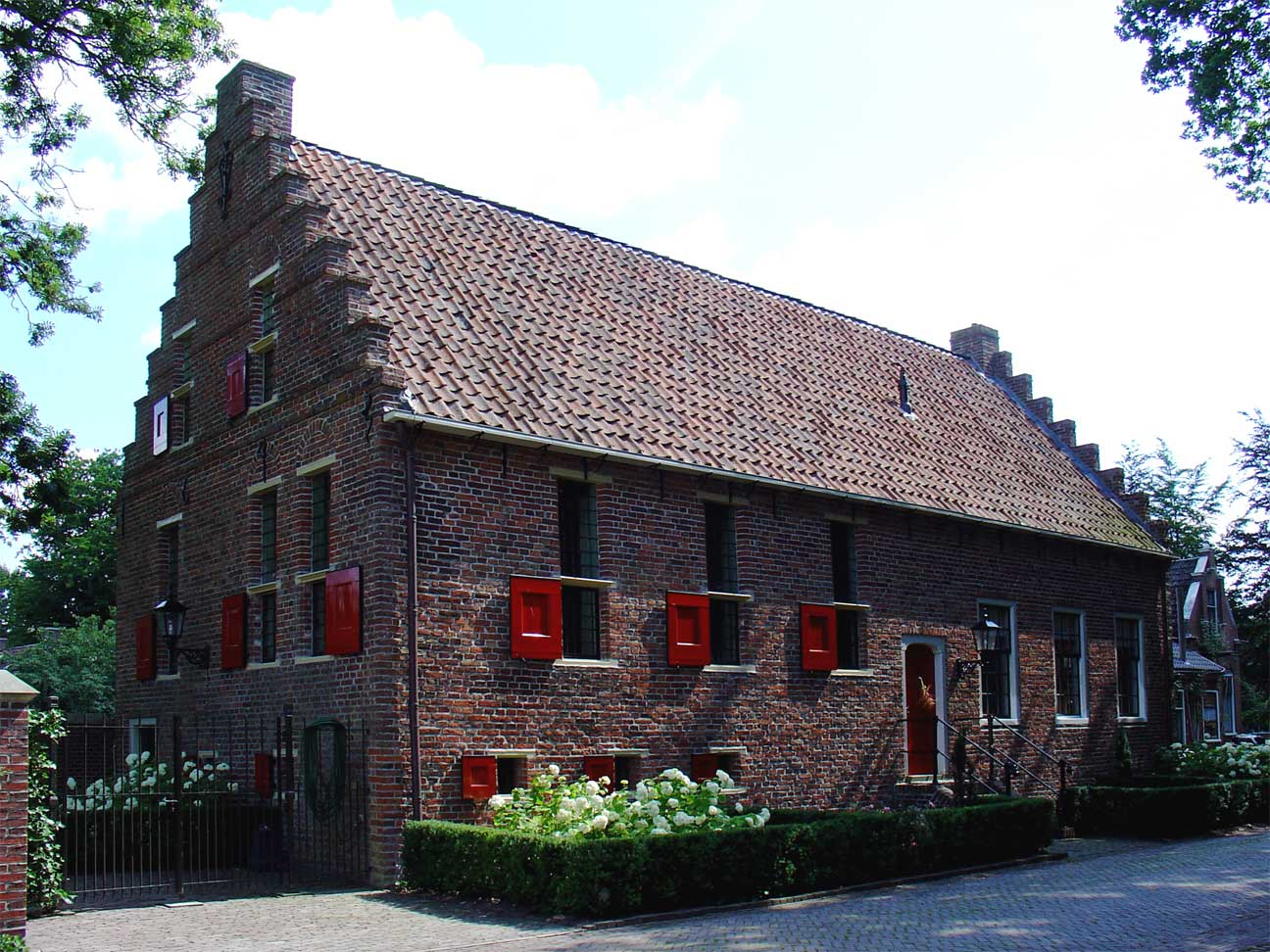
Rechthuis, Bellingwolde (1643)

## Geboren
januari
- 4 - Isaac Newton, Brits natuurkundige, filosoof, wiskundige, sterrenkundige, theoloog en alchemist (overleden 1727)

augustus
- 21 - Alfons VI van Portugal, koning van 1656 tot 1683 (overleden 1683)

datum onbekend
- Marc-Antoine Charpentier, Frans componist (overleden 1704)

## Overleden
januari
- 20 - Johannes Lydius (ongeveer 66), Nederlands predikant en theoloog

februari
- 15 - Juliana van Nassau-Siegen (55), Duits landgravin

maart
- 1 - Girolamo Frescobaldi (59), Italiaans componist en organist

mei
- 14 - Lodewijk XIII (41), koning van Frankrijk

november
- 29 - Claudio Monteverdi (76), Italiaans componist en dirigent